# Jasper Pääkkönen
Jasper Pääkkönen (Helsinki, 15 de julho de 1980) é um ator Finlandês que já apareceu e estrelou mais de 15 filmes.  De acordo com o cálculo publicado pelo tablóide Finlandês IltaSanomat, Pääkkönen é "o ator mais lucrativo da Finlândia" por ter estrelado vários sucessos de bilheteria durante sua carreira. Muitos de seus filmes alcançaram a primeira posição nas bilheterias de seu país, incluindo Pahat Pojat (Bad Boys - uma história real) que é o filme mais lucrativo de todos os tempos nas bilheterias Finlandesas. Pelo seu papel nesse filme, Pääkkönen foi agraciado com o Prêmio de Melhor Ator no Festival Internacional de Filmes Independentes de Bruxelas. Em 2006 o European Film Promotion introduziu Pääkkönen como Estrela Cadente da Finlândia no Festival Internacional de Cinema de Berlim. 
Em 2009 funda a Pokerisivut.com uma revista sobre pôquer junto com o produtor de filmes Markus Selin. Em 2010 a Pokerisivut.com ganhou o Prêmio de Melhor Afiliada Geral no London 2010 iGB Affiliate Awards.
Em 2015 foi escalado para interpretar Halfdan, o Negro na série Vikings do History Channel .

## Filmografia parcial

### Filmes
- Pahat pojat (Bad Boys) (2003) - Eero Takkunen
- Levottomat 3 (2004) - Aleksi
- Vares - yksityisetsivä (2004) - Jarmo, o entregador de pizza
- Paha maa (Frozen Land) (2005) - Niko Smolander
- Matti (2006) - Matti Nykänen
- V2 - Jäätynyt enkeli (Vares 2) (2007) - Dante Hell
- Rööperi (2009) - Korppu
- Lapland Odyssey (Napapiirin sankarit) (2010) - Kapu
- The Kiss of Evil (2011) - Kyypakkaus
- Naked Harbour (2012) - Anders
- Heart of a Lion (2013) - Harri
- BlacKkKlansman (2018) - Felix Kendrickson

### Televisão
- Vikings (2016-presente)[5] - Halfdan, o Negro